# Peter Viertel
Peter Viertel (* 16. November 1920 in Dresden; † 4. November 2007 in Marbella, Spanien) war ein deutschstämmiger US-amerikanischer Schriftsteller und insbesondere ein erfolgreicher Drehbuchautor.

## Leben
Peter Viertel war der zweite Sohn der Schauspielerin und Drehbuchautorin Salka Steuermann und des Schriftstellers und Regisseurs Berthold Viertel. Mit seinen Eltern ging er 1928 in die USA, wo er in Santa Monica mit seinen zwei Brüdern Hans und Thomas aufwuchs.
Im Zweiten Weltkrieg diente Viertel bei den Marines und wurde im Südpazifik verwundet. Danach wurde er zum Offizier befördert und arbeitete für den Geheimdienst.
Sein erstes Buch The Canyon erschien 1940 – Viertel war gerade 19 – und hatte unmittelbar Erfolg. Durch seine Eltern hatte er zahlreiche Kontakte zu Schriftstellern und nach Hollywood. Er begann – auch um Geld zu verdienen – Drehbücher zu schreiben, womit er großen Erfolg hatte. Bereits sein erstes schrieb er im Jahr 1942 für den Hitchcock-Film Saboteure. Viertel war eng befreundet mit Ernest Hemingway und schrieb die Drehbücher für die Verfilmungen von Hemingways Romanen Fiesta und Der alte Mann und das Meer.
Viertel, der auch mit dem Regisseur John Huston eng befreundet war, verarbeitete seine Erlebnisse bei den Dreharbeiten zu African Queen in seinem wohl bekanntesten Roman Mann im Dschungel, dem damaligen deutschen Titel der Erstausgabe von White Hunter, Black Heart (1953). Das Buch wurde 1990 unter dem Titel White Hunter, Black Heart von Clint Eastwood verfilmt und neu aufgelegt.
Viertel war in erster Ehe mit Virginia Schulberg (in erster Ehe mit Budd Schulberg) geb. Ray verheiratet, mit der er eine Tochter hatte. 1960 heiratete er die Schauspielerin Deborah Kerr. Die beiden lebten bis zu Kerrs Tod am 16. Oktober 2007 in der Schweiz in Klosters und in Marbella, Spanien. Er starb weniger als drei Wochen nach ihrem Tod an den Folgen einer Krebserkrankung.

## Werke

### Bücher
- The Canyon, 1940
- Line of Departure, 1947
- White Hunter Black Heart, 1953 (dt. Mann im Dschungel, 1954; später unter dem Titel Weißer Jäger, schwarzes Herz)
- Love Lies Bleeding, 1964 (dt. Fiesta brava, 1965)
- Bicycle on the Beach, 1971
- American Skin, 1984
- Dangerous Friends: At Large with Huston and Hemingway in the Fifties, 1992 (dt. Gefährliche Freunde Unterwegs mit Hemingway, Huston, Welles und anderen Legenden des 20. Jahrhunderts, Zürich, Rüffer und Rub, 2005, ISBN 978-3-907625-18-7)
- Loser Deals, 1995

### Drehbücher
- 1942: Saboteure (Saboteur)
- 1943: Auf die harte Tour (The Hard Way)
- 1948: Wir waren uns fremd (We Were Strangers)
- 1949: Der Kampf um den Sonora-Pass (Roughshod)
- 1951: Entscheidung vor Morgengrauen (Decision Before Dawn)
- 1951: African Queen
- 1953: Sie fanden eine Heimat (Unser Dorf)
- 1957: Zwischen Madrid und Paris (The Sun Also Rises)
- 1958: In ihren Augen ist immer Nacht (Les bijoutiers du clair de lune)
- 1958: Der alte Mann und das Meer (The Old Man and the Sea)
- 1962: Die dritte Dimension (Le couteau dans la plaie)
- 1990: Weißer Jäger, schwarzes Herz (White Hunter Black Heart)